# Ptilocleptis polybioides
Ptilocleptis polybioides är en biart som beskrevs av Michener 1978. Ptilocleptis polybioides ingår i släktet Ptilocleptis och familjen vägbin. Inga underarter finns listade i Catalogue of Life.